# Lerista praepedita
Lerista praepedita — вид сцинкоподібних ящірок родини сцинкових (Scincidae). Ендемік Австралії.

## Поширення і екологія
Lerista praepedita мешкають в прибережних районах на заході Західної Австралії, від Північно-Західного півострова на південь до прибережної рівнини Свон в районі Перту, а також на сусідніх островах, зокрема на островах Хаутман-Аброльйос, Дерк-Хартог і Фор. Вони живуть на пустищах і прибережних дюнах, в невисоких чагарникових заростях і лісах, трапляються в садах. Зустрічаються в піску під шаром опалого листя, камінням і пнями.